# Marie-Antoinette : La Dernière Reine
Marie-Antoinette : La Dernière Reine est une monographie illustrée et un récit biographique sur Marie-Antoinette d'Autriche, écrite par l'historienne Évelyne Lever et parue chez Gallimard en 2000. Cet ouvrage est le 402e titre dans la collection « Découvertes Gallimard ».

## Introduction
C'est un petit ouvrage biographique sous une forme concentrée, retraçant la vie de Marie-Antoinette, de son enfance à Vienne à son dernier moment à la guillotine. Le « style Marie-Antoinette », sa relation amoureuse avec Axel de Fersen et l'affaire du collier sont également mis en évidence dans cet ouvrage.

## Contenu

### Corpus
- Ouverture (p. 1–7, des portraits et lettres de Marie-Antoinette reproduits à pleine page)
- Sommaire (p. 8)
- Chapitre 1 : « Un morceau friand » (p. 11–23)
- Chapitre 2 : « Petite reine » (p. 25–39)
- Chapitre 3 : « Un art de vivre princier » (p. 41–55)
- Chapitre 4 : « Parfum de scandale » (p. 57–69)
- Chapitre 5 : « De Versailles aux Tuileries (1789-1791) » (p. 71–83)
- Chapitre 6 : « Reine de tragédie » (p. 85–111)

### Témoignages et documents
- Témoignages et documents (p. 113–135)

1. Marie-Antoinette en sa splendeur (p. 114–119)
2. La mère (p. 120–123)
3. Marie-Antoinette et la Révolution (p. 124–129)
4. Le procès et la mort de la reine (p. 130–135)

- Bibliographie (p. 136–137)
- Filmographie (p. 137)
- Table des illustrations (p. 138–141)
- Index (p. 142–143)
- Crédits photographiques/Remerciements (p. 143)

## Accueil
Le site Babelio confère au livre une note moyenne de 3,50 sur 5, sur la base de 17 notes.
La revue Historia : « Avec sa qualité iconographique habituelle, jointe à la plume élégante d'une historienne qui a déjà  beaucoup écrit sur le règne de Louis XVI, ce nouveau volume de la collection ‹ Découvertes › retrace la vie de cette princesse de conte de fée devenue reine de tragédie. »
Françoise Michaud-Fréjaville écrit dans la revue Dix-Huitième Siècle : « Dans un style vif, largement soutenu par une illustration presque jusqu'au bout pimpante, on nous mène de l'enfance plutôt heureuse à Vienne à la fin tragique sur la guillotine. [...] Le mythe de la reine martyre est in extremis abordé avec trop de rapidité, lacune à peine compensée par les légendes des illustrations ; lui seul justifie cependant une publication comme celle-ci. Le dossier documentaire est nettement plus hagiographique. Quelques affirmations étranges (Marie-Thérèse donnant le titre d'empereur à son fils, p. 14), des coquilles (p. 122). »
Marine Rigeade de Nonfiction pense que les qualités de l'ouvrage sont « communes à la plupart des livres publiés chez ‹ Découvertes Gallimard › : concision, simplicité, pertinence de l'iconographie », et « la formule reste bonne, car elle distingue clairement deux niveaux de lecture, qui facilitent un parcours rapide de l'ouvrage, très suffisant pour en retenir l'essentiel. La même idée préside à l'intégration de documents à la fin de l'ouvrage, où sont rassemblés des témoignages qui donnent une image nuancée de l'‹ Autrichienne ›. [...] On ferme pourtant l'ouvrage avec quelques regrets. Il est notamment dommage que la bibliographie ne soit pas plus à jour. [...] Par ailleurs, ce livre est destiné à un public large et non spécialiste ; il répond par conséquent à des visées éminemment didactiques. C'est pourquoi on peut regretter qu'une place plus importante n'ait pas été faite à ce que signifiait réellement être ‹ reine de France ›. L'idée semble pourtant questionner l'auteur, qui titre ‹ La dernière reine ›. [...] Reste que ce petit livre réussit quand même à poser en peu de pages les principaux jalons de la vie d'une ‹ reine de tragédie ›. Il affiche un réel sérieux, mais sans austérité : les fans de Sofia Coppola sont aussi dans leur élément. Évelyne Lever propose au lecteur profane une première approche du personnage finalement assez équilibrée. »

## Édition internationale
| Titre                                | Traduction littérale          | Langue             | Pays   | Collection (numéro dans la collection) | Éditeur            | Traducteur  | Année de première parution | ISBN                 |
| ------------------------------------ | ----------------------------- | ------------------ | ------ | -------------------------------------- | ------------------ | ----------- | -------------------------- | -------------------- |
| Marie-Antoinette : La dernière reine | –                             | Français de France | France | Découvertes Gallimard (no 402)         | Éditions Gallimard | –           | 2000                       | (ISBN 9782070535224) |
| 王妃マリー・アントワネット           | « La Reine Marie-Antoinette » | Japonais           | Japon  | 知の再発見 (no 100)                    | Sōgensha (ja)      | Yukari Endō | 2001                       | (ISBN 9784422211602) |